# Wio, Leokadio
Wio, Leokadio – powieść dla dzieci autorstwa Joanny Kulmowej opublikowana po raz pierwszy w 1965 r.

## Treść
Bohaterami utworu są: szkapa dorożkarska Leokadia oraz jej woźnica i przyjaciel Alojzy. Z uwagi na rozwój motoryzacji i wzrost popularności taksówek Leokadia traci posadę i staje przed wyborem: odejść na emeryturę lub znaleźć inne zatrudnienie. Jako istota ambitna i otwarta na przygody, postanawia próbować swoich sił w różnych pracach (m.in. w zoo i w muzeum). Na dodatek Leokadii wyrastają skrzydła.

## Ekranizacja
W 1975 r. Studio Małych Form Filmowych Se-Ma-For wyprodukowało ośmioodcinkowy serial animowany na motywach powieści Wio, Leokadio. W roli Leokadii wystąpiła Barbara Krafftówna. Odcinki: 1. (Leokadia i emerytura), 4. (Leokadia ni to ni owo) i 6. (Leokadia niekoń) reżyserował Lucjan Dembiński. Odcinki: 5. (Leokadia i tygrys) oraz 7. (Leokadia i ciężary) reżyserował Eugeniusz Ignaciuk. Odcinki: 2. (Leokadia i przyjaźń) oraz 3. (Leokadia i skrzydła) reżyserowała Jadwiga Kudrzycka. Odcinek 8 (Leokadia i ostatnia przygoda) reżyserowała Janina Hartwig.

## Adaptacje teatralne
- W 1983 r. w Opolskim Teatrze Lalki i Aktora im. Alojzego Smolki zaprezentowano adaptację teatralną utworu Wio, Leokadio (reżyseria Włodzimierz Fełenczak)[10]
- W 2024 r. w Teatrze Lalki i Aktora „Kubuś” w Kielcach im. Stefana Karskiego zaprezentowano adaptację teatralną utworu Wio, Leokadio (adaptacja i reżyseria Monika Czajkowska). W roli Leokadii wystąpiła Małgorzata Oracz[11][12].